# Зефир пятнистый
Зефир пятнистый, или зефир пёстрый, (Japonica saepestriata) — вид дневных бабочек из семейства голубянок (Lycaenidae).

## Описание

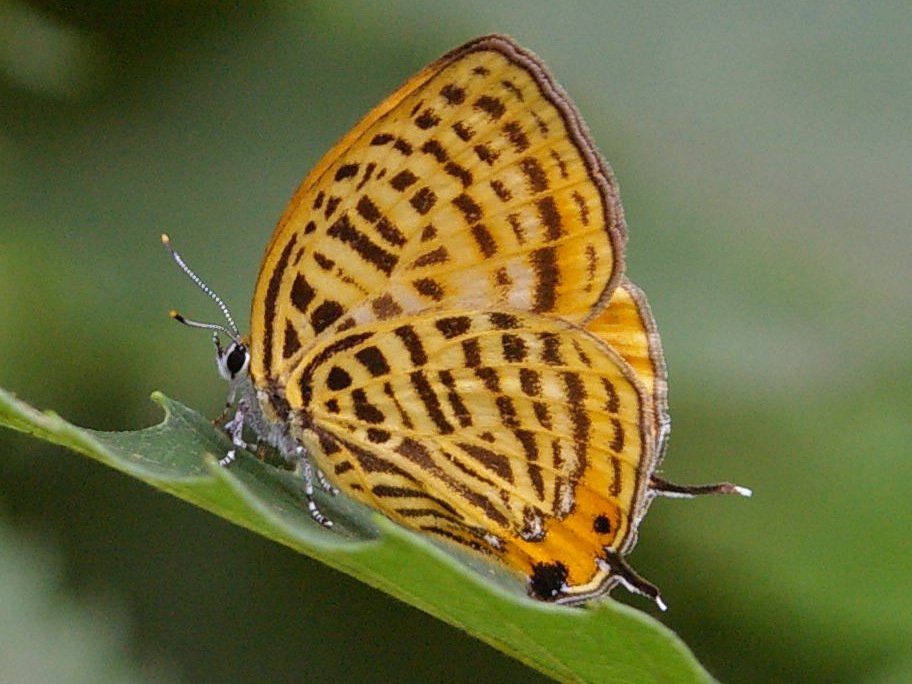

Длина переднего крыла самцов 14—21 мм, самок 19—22 мм. Размах крыльев 30—40 мм. Самец и самка окрашены на верхней стороне крыльев в светлый оранжево-жёлтый цвет. Задние крылья с хвостиком. Нитевидная окантовка внешнего края крыльев и тонкий чёрный хвостик чёрного цвета. У самок выделяется небольшое затемнение у вершины переднего крыла, а также чёрное пятнышко над хвостиком. Задние крылья снизу с многочисленными коричневыми перевязями, разбитыми светлыми жилками на отдельные пятна. Глаза голые. Передние лапки самцов сегментированы.

## Ареал
Россия (Хабаровский край, Приморье), Корея, Северный и Северо-восточный Китай, Япония.

## Биология

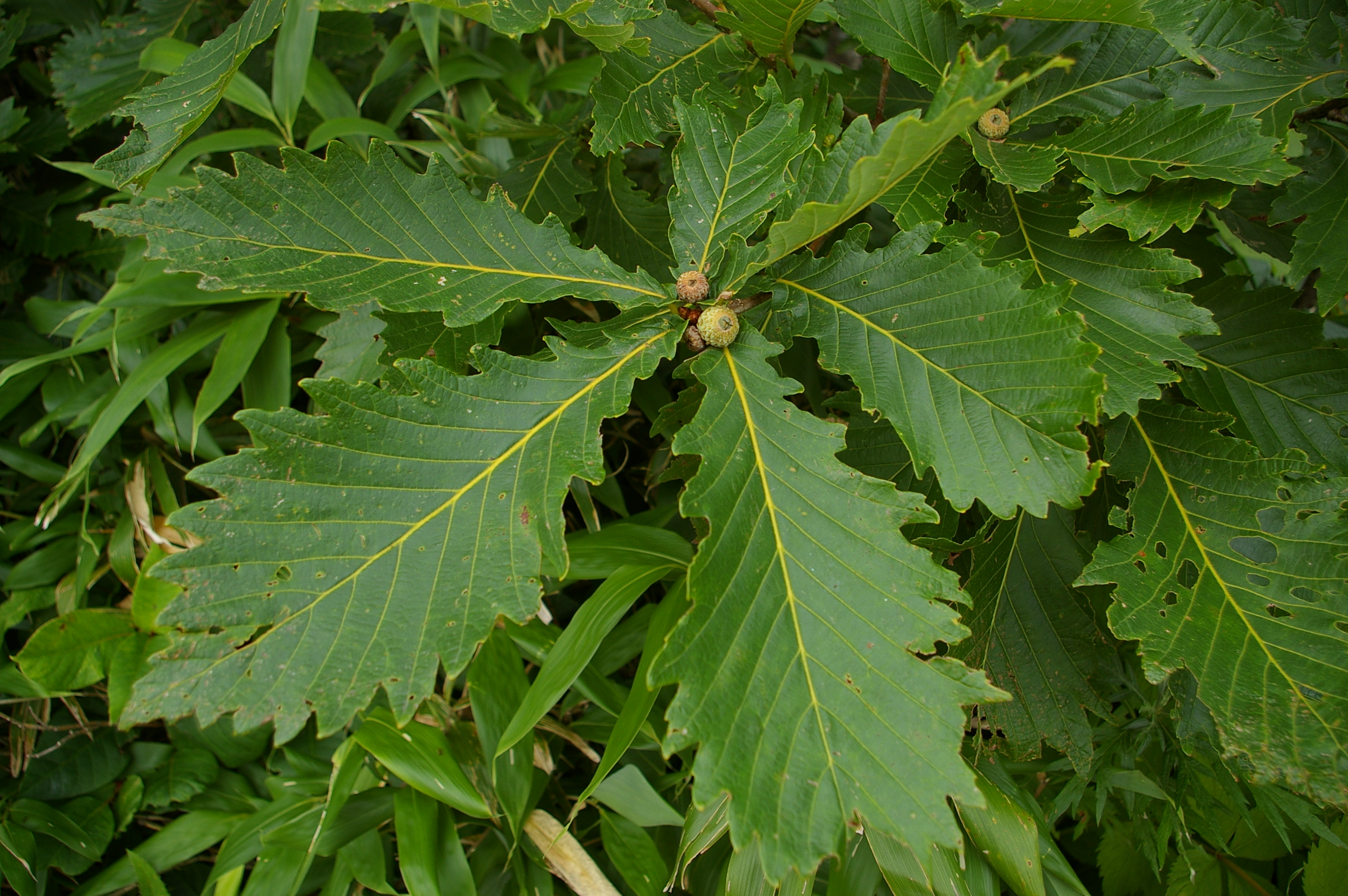
Дуб монгольский — кормовое растение гусениц

За год развивается одно поколение. Время лёта с середины июля до конца августа. Бабочки встречаются редко. Гусеница развивается на дубе монгольском (Quercus mongolica). Гусеница светло-зелёная с острым бурым бугром на спинке в виде гребня. Окукливается на нижней стороне листа. Куколка зелёного цвета.